# Adamski
Adam Paul Tinley, in arte Adamski (Lymington, 4 dicembre 1967), è un musicista e produttore discografico inglese.
Il suo più grande successo è stato il singolo Killer uscito nel 1990 e scritto in collaborazione con il compositore Seal. Proprio questo singolo contribuì poi a lanciare Seal come cantante. La canzone raggiunse la posizione numero 1 nella classifica dei singoli più venduti nel mese di maggio 1990 nel Regno Unito.
Nel 1990 uscì anche il suo primo album Doctor Adamski's Musical Pharmacy.
Nel 2000 il suo singolo In the City ebbe un discreto successo in Italia.
In seguito egli assunse il nome di Adam Sky, continuando la sua produzione musicale.
Nel 2012 ha realizzato il singolo Pawa 2 da ppl col musicista e produttore italiano Gaudi.